# ألبرت إي. أوستين
ألبرت إي. أوستين (بالإنجليزية: Albert E. Austin)‏ هو سياسي أمريكي، ولد في 15 نوفمبر 1877 في الولايات المتحدة، وتوفي بنفس المكان في 26 يناير 1942. حزبياً، نشط في الحزب الجمهوري. انتخب عضو مجلس نواب كونيتيكت وانتخب عضو مجلس النواب الأمريكي.